# Tolmačov Dol
Tolmačov Dol (rusky Толмачёв Дол; pozor na záměnu s blízkou sopkou Vulkan Tolmačova/gora Tolmačova) je název vulkanického komplexu, nacházejícího se v jižní části Kamčatky, severovýchodně od kaldery Opala. Komplex se skládá z většího počtu struskových kuželů pleistocenního až holocenního stáří, které leží v lokální depresi mezi vulkány Opala a Gorelyj, po obou stranách jezera Ozero Tolmačova. Poslední větší erupce komplexu se odehrála před 4600 lety, místem erupce byl kráter Časa v severní části komplexu. Absolutně poslední erupce proběhla před 1700 až 1600 lety opět v severní části komplexu.